# Sierra de Mojantes
La sierra de Mojantes es el macizo más elevado de Caravaca de la Cruz (Región de Murcia, España), con una cumbre de 1.615 metros de altura. Es una zona protegida como ZEPA, con 1483,19 hectáreas de extensión, particularmente por la presencia de buitres leonados (Gyps fulvus).

## Galería de imágenes

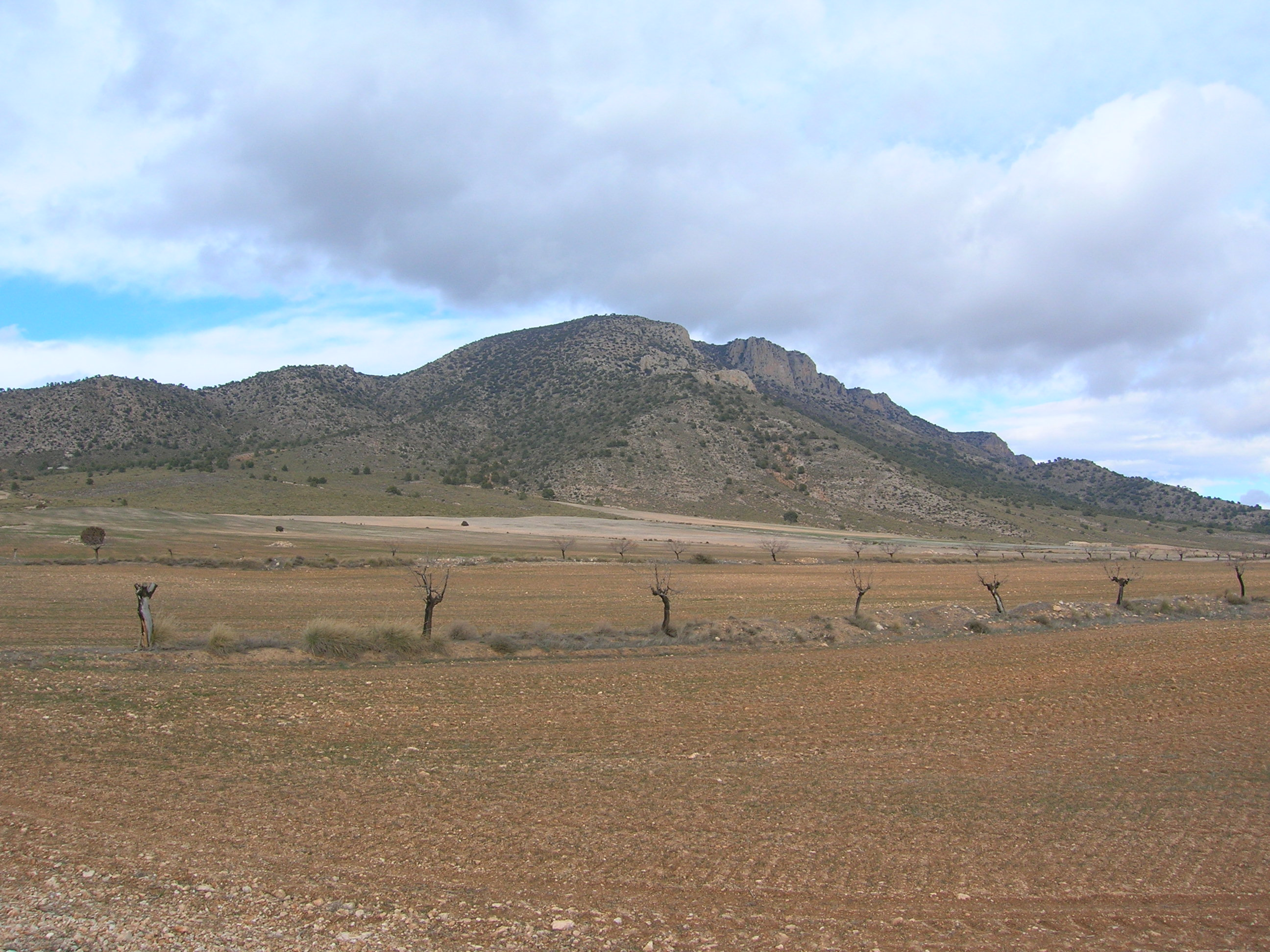
Cara SO, desde la aldea de Casa Blanca
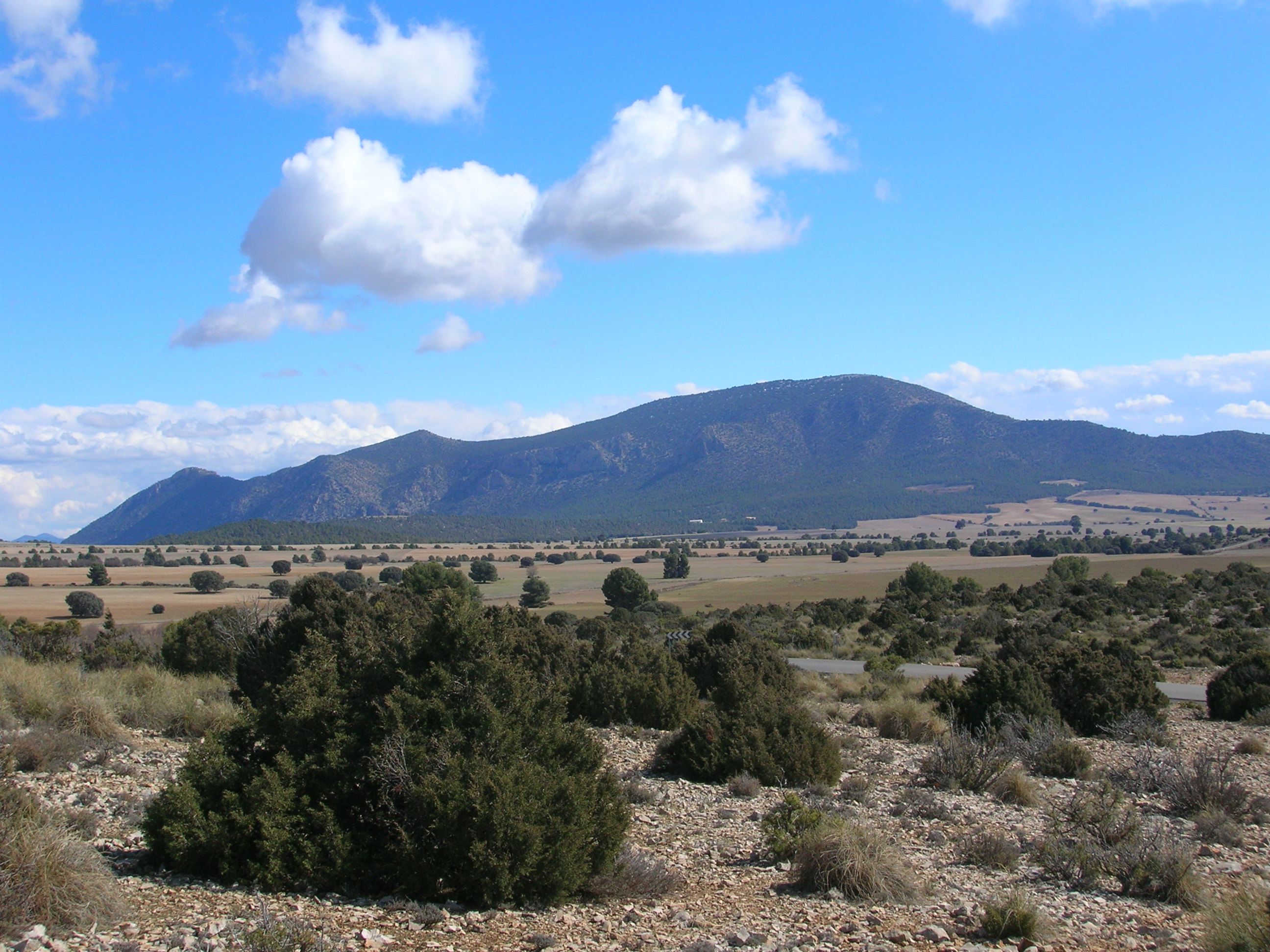
Cara NO, desde el camino de Inazares
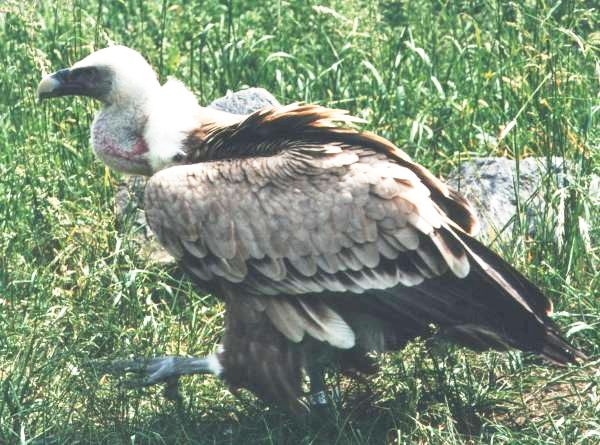
Buitre leonado